# HD 209458 b
HD 209458 b ist ein 160 Lichtjahre von der Erde entfernter Exoplanet um den Stern HD 209458, der von seinen Entdeckern nach dem altägyptischen Fruchtbarkeits- und Totengott inoffiziell auch Osiris genannt wird.

## Beschreibung
Der Planet HD 209458 b besitzt eine um ein Drittel geringere Masse als Jupiter, sein Durchmesser ist jedoch aufgrund der durch die Nähe zum Zentralgestirn aufgeheizten Atmosphäre 1,3-mal größer als der des Jupiter. Es ergibt sich somit eine sehr geringe Dichte von etwa 0,3 g/cm³, so dass der Planet über keinen besonders ausgedehnten Kern verfügen kann. HD 209458 b umkreist sein sonnenähnliches Zentralgestirn HD 209458 im Abstand von 6,92 Millionen km, d. h. die Umlaufbahn ist ein Achtel so groß wie die des Merkur. Die Umlaufzeit beträgt nur 3½ Erdentage, die mittlere Umlaufgeschwindigkeit rund 140 km/s, die Exzentrizität der Bahn beträgt 0,07. Aufgrund der engen Umlaufbahn und der großen Masse rechnet man Osiris der Klasse der „heißen Jupiter“ zu. Seine Oberflächentemperatur wird auf mindestens 1000 K geschätzt. Spektroskopische Beobachtungen des Transits vor dem Zentralstern mit dem Keck-Teleskop lassen aufgrund des Rossiter-McLaughlin-Effekts auf eine retrograde Umlaufbahn schließen. In seiner Atmosphäre wurde Wasserdampf nachgewiesen.

## Entdeckungsgeschichte

Planetentransit

Die Erde befindet sich nur 3 Grad über der Umlaufebene von Osiris, so dass HD 209458 b im Jahr 1999 der erste Exoplanet war, der mit der Transitmethode nachgewiesen wurde. Verursacht durch das Vorbeiziehen des Planeten verringert sich die scheinbare Helligkeit des Zentralsterns alle dreieinhalb Tage für zweieinhalb Stunden um 1,6 %. Die Albedo des Planeten selbst, die vom MOST-Satelliten gemessen wurde, liegt mit 30 % deutlich unter dem Wert der Albedo des Jupiters (52 %)
Im Jahr 2003 konnte man mit Hilfe des Hubble-Weltraumteleskops beobachten, dass die Atmosphäre von Osiris auf Grund der Nähe zum Zentralstern „verdampft“ und einen Schweif bildet, ähnlich wie es bei einem Kometen der Fall ist. In der Atmosphäre des Planeten ließen sich Sauerstoff und Kohlenstoff in Form von Kohlendioxid und Methan nachweisen.
Im April 2007 stellte das Hubble-Weltraumteleskop erhebliche Mengen Wasserdampf in der Atmosphäre des Planeten fest. Damit ist HD 209458b der erste Planet außerhalb unseres Sonnensystems, auf dem Wasser nachgewiesen wurde. In nachfolgenden Untersuchungen konnten die Wasserdampfspektren allerdings nicht bestätigt werden. Der Planet weist einen überwiegend aus Wasserstoff bestehenden atmosphärischen „Schweif“ auf, der sich bis etwa 200.000 km (entspricht etwa seinem Durchmesser) hinter ihm erstreckt. Die starke Aufheizung der Atmosphäre führt dazu, dass HD 209458 b pro Sekunde 100.000 bis 500.000 Tonnen Wasserstoff an das umgebende Weltall verliert. Dieses Phänomen wurde ebenfalls bei dem extrasolaren Planeten HD 189733 b nachgewiesen. Es wird geschätzt, dass der Planet im Laufe seiner etwa 5 Milliarden Jahre währenden Existenz auf diese Weise rund 7 % seiner Masse verloren hat. Allerdings ist der genaue Mechanismus der Wasserstoffevaporation recht komplex und möglicherweise liegt die Verlustrate auch deutlich niedriger als bislang angenommen.
Mit Hilfe des Spitzer-Weltraumteleskops gelang es 2005, während eines Transits die Infrarotstrahlung des Planeten zu messen.